# La Mina (Michoacán)
La Mina es una localidad del estado mexicano de Michoacán. Es parte del municipio de Álvaro Obregón.

## Demografía
| Gráfica de evolución demográfica |
|                                  |

| Censo | Población |
| ----- | --------- |
| 1900  | 127       |
| 1910  | 199       |
| 1921  | 173       |
| 1930  | 166       |
| 1940  | 206       |
| 1950  | 298       |
| 1960  | 340       |
| 1970  | 409       |
| 1980  | 614       |
| 1990  | 877       |
| 2000  | 876       |
| 2010  | 937       |
| 2020  | 1 118     |